# La Celle-Saint-Avant
La Celle-Saint-Avant és un municipi francès, situat al departament de l'Indre i Loira i a la regió de Centre – Vall del Loira. L'any 2007 tenia 1.037 habitants.

## Demografia

### Població
El 2007 la població de fet de La Celle-Saint-Avant era de 1.037 persones. Hi havia 414 famílies, de les quals 104 eren unipersonals (32 homes vivint sols i 72 dones vivint soles), 155 parelles sense fills, 143 parelles amb fills i 12 famílies monoparentals amb fills.
La població ha evolucionat segons el següent gràfic:
Habitants censats

### Habitatges
El 2007 hi havia 481 habitatges, 430 eren l'habitatge principal de la família, 16 eren segones residències i 35 estaven desocupats. 458 eren cases i 21 eren apartaments. Dels 430 habitatges principals, 324 estaven ocupats pels seus propietaris, 104 estaven llogats i ocupats pels llogaters i 2 estaven cedits a títol gratuït; 1 tenia una cambra, 24 en tenien dues, 75 en tenien tres, 141 en tenien quatre i 190 en tenien cinc o més. 247 habitatges disposaven pel capbaix d'una plaça de pàrquing. A 180 habitatges hi havia un automòbil i a 207 n'hi havia dos o més.

### Piràmide de població
La piràmide de població per edats i sexe el 2009 era:
| Homes | Edats   | Dones |
| ----- | ------- | ----- |
| 0     | 95 o +  | 0     |
| 0     | 90 a 94 | 0     |
| 16    | 85 a 89 | 16    |
| 8     | 80 a 84 | 16    |
| 4     | 75 a 79 | 12    |
| 24    | 70 a 74 | 32    |
| 36    | 65 a 69 | 24    |
| 32    | 60 a 64 | 32    |
| 16    | 55 a 59 | 20    |
| 48    | 50 a 54 | 40    |
| 24    | 45 a 49 | 28    |
| 56    | 40 a 44 | 40    |
| 56    | 35 a 39 | 48    |
| 28    | 30 a 34 | 48    |
| 36    | 25 a 29 | 16    |
| 24    | 20 a 24 | 20    |
| 52    | 15 a 19 | 16    |
| 16    | 10 a 14 | 44    |
| 52    | 5 a 9   | 40    |
| 12    | 0 a 4   | 32    |

## Economia
El 2007 la població en edat de treballar era de 660 persones, 470 eren actives i 190 eren inactives. De les 470 persones actives 422 estaven ocupades (239 homes i 183 dones) i 48 estaven aturades (12 homes i 36 dones). De les 190 persones inactives 62 estaven jubilades, 60 estaven estudiant i 68 estaven classificades com a «altres inactius».

### Ingressos
El 2009 a La Celle-Saint-Avant hi havia 467 unitats fiscals que integraven 1.104 persones, la mediana anual d'ingressos fiscals per persona era de 16.977 €.

### Activitats econòmiques
Dels 52 establiments que hi havia el 2007, 3 eren d'empreses extractives, 1 d'una empresa alimentària, 1 d'una empresa de fabricació de material elèctric, 2 d'empreses de fabricació d'altres productes industrials, 9 d'empreses de construcció, 18 d'empreses de comerç i reparació d'automòbils, 3 d'empreses de transport, 8 d'empreses d'hostatgeria i restauració, 2 d'empreses de serveis, 4 d'entitats de l'administració pública i 1 d'una empresa classificada com a «altres activitats de serveis».
Dels 17 establiments de servei als particulars que hi havia el 2009, 1 era una oficina de correu, 3 tallers de reparació d'automòbils i de material agrícola, 2 paletes, 1 guixaire pintor, 1 fusteria, 2 lampisteries, 2 electricistes, 1 perruqueria i 4 restaurants.
Dels 3 establiments comercials que hi havia el 2009, 1 era una botiga de menys de 120 m², 1 una fleca i 1 una peixateria.
L'any 2000 a La Celle-Saint-Avant hi havia 27 explotacions agrícoles que ocupaven un total de 1.143 hectàrees.

## Equipaments sanitaris i escolars
L'únic equipament sanitari que hi havia el 2009 era una farmàcia.
El 2009 hi havia una escola elemental.

## Poblacions més properes
El següent diagrama mostra les poblacions més properes.